# 帕姆岛
帕姆岛（英語：Palm Island），原名普鲁内岛（Prune Island），是加勒比海岛国圣文森特和格林纳丁斯的岛屿，位于尤宁岛约1英里，该岛只能依靠船来进入，属于格林纳丁斯群岛的一部分，长1.2公里、宽0.54公里，面积55公顷，有5个海滩。